# Panchu Arunachalam
Panchu Arunachalam (Karaikudi, 18 de junho de 1941 – Chennai, 9 de agosto de 2016) foi um escritor e produtor indiano que trabalhou no cinema tâmil. Ele foi orientado pelo poeta Kannadasan que era seu tio. Ele também trabalhou como um compositor. Ele começou a produzir filmes sob sua bandeira de produção chamado PA Arts. Seu filho Subbu Panchu Arunachalam é um ator na indústria cinematográfica tâmil. Como escritor, ele já trabalhou em 100 filmes. Ele também escreveu letras de música em mais de 200 filmes.